# Tratado de Vinará
El Tratado de Vinará o Pacto de Vinará fue un acuerdo de paz y amistad entre las provincias argentinas de Santiago del Estero y Tucumán, firmado el 5 de junio de 1821 en la localidad de Vinará. Con su suscripción, se puso fin al conflicto por la autonomía de Santiago del Estero que enfrentaba a ambas provincias. Asimismo, es uno de los pactos preexistentes que menciona el Preámbulo de la Constitución de la Nación Argentina.

## Antecedentes
El 27 de abril de 1820, la provincia de Santiago del Estero había declarado su autonomía, asumiendo Juan Felipe Ibarra como su primer gobernador. De esta manera, Santiago del Estero rompió los lazos que la mantenían unida a la provincia de Tucumán y su gobernador Bernabé Aráoz.
Por otro lado, la provincia de Salta y su gobernador Martín Miguel de Güemes combatían contra los realistas en la frontera Norte. Los gobernadores de Córdoba y Santiago del Estero, Juan Bautista Bustos y Juan Felipe Ibarra respectivamente, comenzaron a contribuir con Salta y con Güemes en la guerra gaucha, enviando artículos y hombres. De esta manera quedó forjada una alianza entre estas tres provincias.
A principios de 1821, las tropas tucumanas invadieron Santiago del Estero, en un intento de Aráoz por recuperar el territorio santiagueño. Sin embargo, las fuerzas de Ibarra lograron repeler la invasión de los tucumanos en el combate de Los Palmares, el 5 de febrero de 1821.
Posteriormente, Ibarra pidió ayuda a Salta para derrocar a Aráoz y terminar con sus hostilidades. Güemes, ante la poca colaboración de Tucumán con las guerras gauchas y cansado de los conflictos que le causaba Aráoz, decidió invadir Tucumán junto a los santiagueños de Ibarra. Con ese fin, envió inmediatamente una división de sus tropas al mando de Alejandro Heredia. Sin embargo, el ejército unido de santiagueños y salteños fueron derrotados. Este conflicto terminó con la victoria de las tropas tucumanas en la batalla de Rincón de Marlopa, el 3 de abril de 1821. Las tropas derrotadas terminaron retirándose de Tucumán.

## Negociaciones y firma del tratado
Temiendo una invasión de los tucumanos, Ibarra y su tropa acamparon en la localidad de Vinará, actual Departamento Río Hondo, con el objetivo de vigilar la frontera vecina. Inmediatamente comenzó a negociarse un tratado de paz entre ambas provincias. Bustos, gobernador de Córdoba, gestionó el fin de la guerra entre Santiago del Estero y Tucumán. El acuerdo buscaba enfocar y fortalecer la ofensiva contra los realistas en la frontera norte y lograr la tan ansiada unión nacional, mediante la organización de un Congreso Federal a reunirse en Córdoba. Bajo esas premisas, fue que Aráoz aceptó poner fin al conflicto.
El tratado fue firmado el 5 de junio de 1821 en la localidad de Vinará. Lo suscribieron el presbítero Pedro León Díaz Gallo, en representación de Santiago del Estero; Pedro Miguel Aráoz por Tucumán; y el doctor José Andrés Pacheco de Melo por Córdoba, provincia que garantizaba el acuerdo.
Este convenio se trata, cronológicamente, del cuarto de los pactos preexistentes que menciona el Preámbulo de la Constitución de la Nación Argentina, previo a la organización nacional. Formó parte de uno de los acuerdos interprovinciales que definieron más tarde un sistema de gobierno federal.
El texto del tratado fue el siguiente:

“Los diputados de las provincias de San Miguel de Tucumán y Santiago del Estero, elegidos para transar las desavenencias y disensiones que han dado mérito a la presente guerra, y firmar los tratados de paz y unión eterna; reunidos en este paraje de Vinará. Después de reconocidos bastantes los poderes respectivos, convinieron en los artículos siguientes.
Artículo 1°- Cesación cabal de la guerra entre las provincias beligerantes, y establecida la hermanable unión entre ellas, bajo la garantía de la benemérita provincia mediadora de Córdoba.

Artículo 2°- Los prisioneros que de una y otra parte se hubiesen hecho la guerra, serán devueltos recíprocamente desde el momento de ratificarse los presentes Tratados.

Artículo 3°- Los vecinos y habitantes de las provincias beligerantes que hubiesen sido detenidos, o emigrados por diversidad de opiniones, volverán inmediatamente a sus casas, hogares, y uso libre de sus propiedades; sin que por sus disensiones anteriores se les siga perjuicio alguno.

Artículo 4°- Siempre que la Provincia de Santiago sea invadida por el enemigo infiel, la Provincia hermana de Tucumán, se obliga a auxiliarla con el armamento, y militares y pertrechos que sean necesarios; quedando en recíproca obligada la Provincia de Santiago a auxiliar a la del Tucumán en los casos en que se halle igualmente invadida, o por los mismos enemigos o por el común.

Artículo 5°- Las quejas o reclamaciones de perjuicios irrogados mutuamente entre las provincias contratantes y reposición de derechos que se consideren recíprocos de parte a parte, difieren su decisión a las deliberaciones del Congreso Nacional.

Artículo 6°- En el término de un mes que deberá contarse desde la ratificación de estos Tratados, pondrán las provincias beligerantes su Diputado con poderes amplios en la Provincia de Córdoba para la instalación del Congreso General, sin que por pretexto alguno se pueda retardar el legal cumplimiento de esta artículo.

Artículo 7°- Los pechos impuestos por el Gobierno de Santiago al Tráfico de Carretas subsistirán hasta las deliberaciones del Congreso Nacional, quedando a la inspección de los Diputados de las Provincias el deber de promover su resolución en las primeras Sesiones.

Artículo 8°- Queda libre y expedito el tránsito y comercio por el territorio de las provincias beligerantes y restablecido el primer orden y giro en los términos que antes se observaba.

Artículo 9°- Los gobiernos contratantes celarán con la mayor vigilancia y prescribirán bajo severísimo penas a sus respectivos ciudadanos y habitantes para que no invadan las propiedades de uno y otro territorio, y respeten la seguridad individual de sus vecinos.

Artículo 10°- Queda igualmente firmada la unión hermanable de las Provincias de Salta, Tucumán y Santiago y de sus respectivos gobiernos y verdaderamente aliados con la mayor fe y sinceridad para operar activamente contra el enemigo común y auxiliar en cuanto le sea posible a la Provincia de Salta para la defensa de las irrupciones con que la amenaza, sea con armamentos, aprestos militares, u otras especies que se conceptúen necesarias.

Artículo 11°- Queda a cargo de los gobernadores de Santiago y Tucumán pasar estos Tratados al Gobierno de Salta, para que siéndoles adaptables igualmente los firme y ratifique; y en un caso desgraciado que contra toda esperanza no se avenga, no será este un motivo para que los anteriores Tratados no tengan su debido efecto entre los Gobiernos de Santiago y Tucumán para lo que desde ahora los firmamos y ratificaremos por nuestra parte los diputados nombrados al efecto, remitiéndolos a las autoridades de que emana nuestra Comisión para su última sanción que deberá realizarse en el término de tres días contados desde el día de mañana.